# Communauté rurale de Ndiédieng
La commune de Ndiédieng est une commune du Sénégal située à l'ouest du pays. 
Elle fait partie de l'arrondissement de Ndiédieng, du département de Kaolack et de la région de Kaolack.